# Fotografía panorámica
La fotografía panorámica es una técnica de la fotografía, en la cual se utilizan equipos especializados que capturan imágenes con puntos de vista alargados. Se conoce también como fotografía de amplio formato. El término también se aplica a las fotografías recortadas con aspecto alargado. No existe una división formal entre fotografías de ángulo amplio y fotografías panorámicas, las primeras normalmente se refieren a un tipo de lente, pero este tipo de lentes no da necesariamente imágenes panorámicas. Una imagen que muestra un campo de visión aproximado, o mejor que el ojo humano, puede ser considerada panorámica. Esto generalmente significa que la imagen es al menos dos veces más amplia que alta. El resultado es una imagen tomada con una forma de tira alargada. 
Los fabricantes de las cámaras con un sistema “Advanced Photo System (APS)” utilizan el término panorámica para definir cualquier formato de impresión con un aspecto amplio de ratio, no necesariamente fotos que abarcan un largo campo de visión. 

## Historia
Una de las primeras patentes de una cámara fotográfica fue desarrollada por Joseph Punchberger en el imperio Austro-Húngaro en 1843, que exponía un daguerrotipo relativamente largo, con más de 24 pulgadas (610mm) de largo. Una cámara panorámica con más éxito y técnicamente superior fue montada el año siguiente por Friedrich von Martens en Alemania el año 1844. Su cámara, la Megaskop, añadió una característica esencial con un juego de engranajes que permitía una relativa estabilidad de la velocidad. Como resultado, la cámara exponía correctamente la placa fotográfica, evitando la inestabilidad que se podía crear. Martens fue empleado de Lerebours, un fotógrafo/publicista. Es posible que la cámara de Martens fuera perfecta antes que Punchberger patentara su cámara. Por el elevado coste de los materiales y la difícil técnica de exponer correctamente las placas, los panoramas Daguerrotipos, especialmente aquellas piezas juntas desde diversas placas son raras.

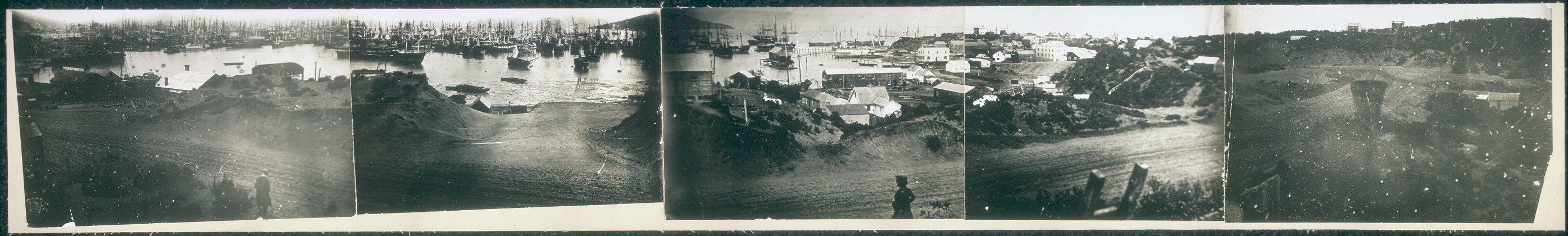
En 1851 una panorámica muestra San Francisco por el fotógrafo Martin Behrmanx. Se cree que la fotografía panorámica tenía inicialmente once placas, pero no existen los Daguerrotipos originales tan largos.

Después de la llegada del proceso de la placa húmeda, los fotógrafos podían tomar en cualquier sitio desde dos a una docena de los consiguientes álbumes de fotografías y unirlas para formar una imagen panorámica. Este proceso fotográfico era técnicamente fácil y menos caro que los daguerrotipos. Algunas de las más famosas panorámicas fueron tomadas por este método por George Barnard, en la guerra civil estadounidense en 1860. Su trabajo permitía tener enormes visiones generales de las fortificaciones y del terreno para que fueran evaluados por los ingenieros y generales.

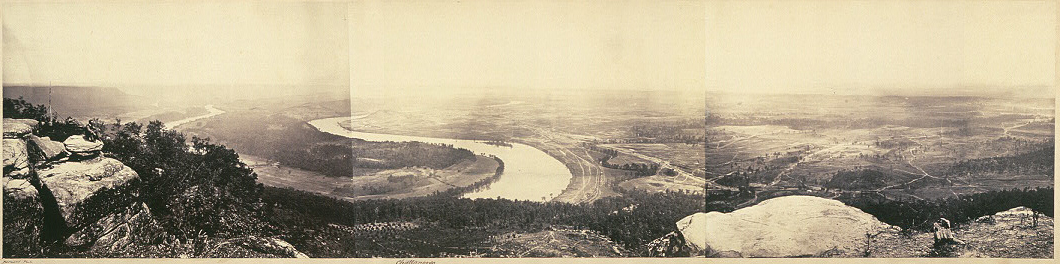
Panorámica de la montaña de Lookout en Tennessee. Febrero de 1864, por George N. Barnard.

Siguiendo el invento de las películas flexibles en 1888, la fotografía panorámica fue revolucionada. Docenas de cámaras fueron comercializadas, muchas con marcas, fuerte indicativo de la época. Cámaras como la Cylindrograph, Gonder Panoramic, Pantascopic y Cyclo-Pan, son algunos ejemplos de cámaras fotográficas.

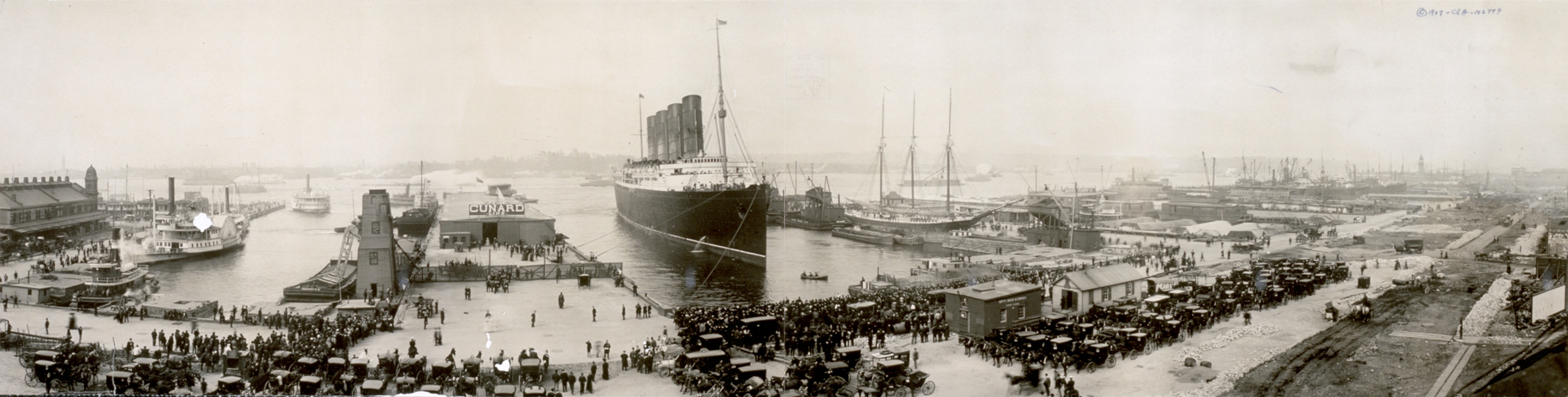
El transatlántico en el puerto de Nueva York, durante su viaje inaugural en 1907.

Actualmente se trabaja con las fotografías panorámicas de manera digital. Se consigue uniendo fotografías individuales sucesivas que se ensamblan por medio de programas de ordenador que permiten obtener fotografías panorámicas de 90°, 180°, 360° que pueden ser lineales o esféricas, estáticas o dinámicas. Vamos a diferenciar entre estos dos últimos tipos. En primer lugar, la fotografía panorámica estática da lugar a fotografías que se visualizan en una sola pieza y que se obtiene de fotografías digitales parciales unidas por medio de un programa, que consigue crear una sola fotografía. En segundo lugar, la fotografía panorámica dinámica o también llamada fotografía panorámica de forma esférica siguen el mismo proceso de creación que las anteriores pero estas se visualizan moviendo el cursor del ordenador sobre ella. Se va moviendo y podemos así ver la escena desde distintos ángulos. Dentro de estas existen las que contienen objetos estáticos o las que nos permiten ver objetos en movimiento, siendo en realidad videos en 360°.
La producción de fotografías panorámicas tanto de exteriores (paisajes, rutas turísticas, paradores…) como interiores (museos, teatros, exposiciones, instalaciones deportivas…) se utilizan para que el usuario de la red pueda navegar por estos lugares y conocerlos un poco mejor, que con simples fotografías. Se pueden ver con estas imágenes en movimiento todos los rincones del espacio que queremos mostrar. Actualmente se utilizan las imágenes panorámicas para los medios publicitarios o bien para impresión en pequeño y gran formato.

## Cámaras panorámicas y métodos

### Rotación corta
Las cámaras con rotación corta y lentes rotadores tienen un lente que rota alrededor del punto nodal de la cámara y usan un plano curvo. Conforme la fotografía es tomada, el lente pivotea alrededor del punto nodal mientras una ranura expone una franja vertical que se alinea con el eje del lente. La exposición usualmente toma una fracción de segundo. Normalmente, estas cámaras capturan un campo de visión de entre 110° y 140° y una relación de aspecto de 2:1 a 4:1. Las imágenes producidas ocupan entre 1.5 y 3 veces el mismo espacio en el negativo como el marco estándar de 24mm x 36mm 35mm.
Las cámaras de este tipo incluyen la Widelux, Noblex y la Horizon. Estas tienen un tamaño de negativo de aproximadamente 24x58mm. La rusa "Spaceview FT-2", originalmente una cámara con enfoque de artillería, producía negativos más anchos, 12 exposiciones en una película de exposición de 36-35mm.
Las cámaras de rotación corta por lo general ofrecen pocas velocidades de obturación y tienen poca capacidad de enfoque. La mayoría de los modelos tienen una lente de foco fijo, ajustado a la distancia hiperfocal de la abertura máxima del objetivo, a menudo a unos 10 metros (30 pies). Los fotógrafos que deseen fotografiar sujetos más cercanos deben utilizar una pequeña abertura para traer al primer plano en foco, lo que limita el uso de la cámara en situaciones de poca luz.

### Rotación completa
Las cámaras de rotación panorámicas, también llamadas de scan cortado o de escaneo, son capaces de rotaciones de 360° o más. Un mecanismo motorizado rota la cámara continuamente y jala la película a través de la cámara, así el movimiento de la película coincide con la imagen en movimiento a través de la imagen plana

## Galería

Una imagen panorámica de Sídney destacando (desde la izquierda) la Casa de la Ópera de Sídney, el Distrito de negocios y el Puente del Puerto de Sídney. La fotografía es una panorámica segmentada, una colección de numerosas imágenes superpuestas.

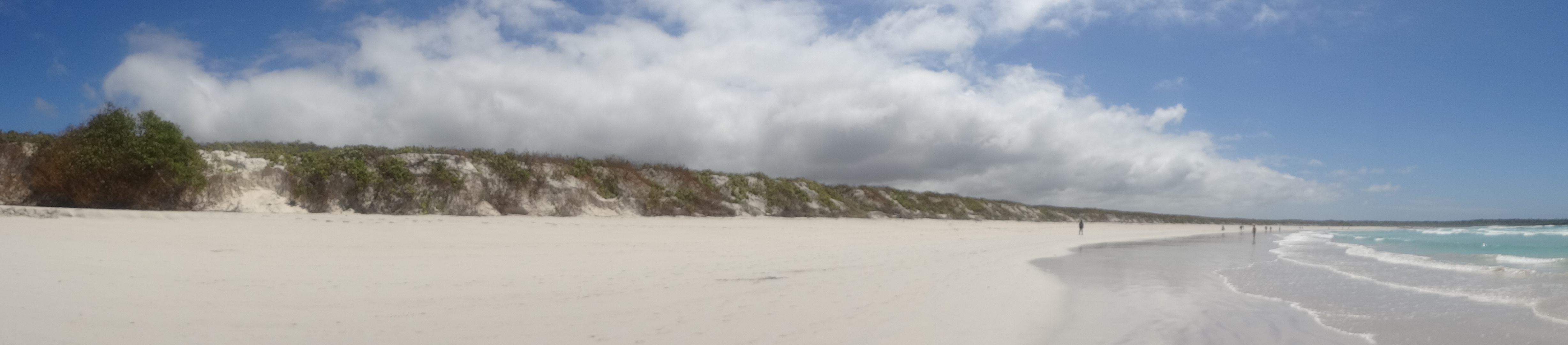
Fotografía panorámica de Bahía Tortuga, situada en la isla de isla Santa Cruz (Puerto Ayora).